# Brug bij Meerhout-Veedijk
De brug bij Meerhout-Veedijk is een vierendeelbrug over het Albertkanaal nabij Zittaart in de Belgische gemeente Meerhout. De brug maakt deel uit van de gewestweg N126. In 2016 werd de brug vervangen door een nieuwe boogbrug op dezelfde locatie. Deze heeft een doorvaarthoogte van 9.10 meter in tegenstelling tot 7.21 meter bij de oude brug. 